# 萨瑟奈姆
萨瑟奈姆（法語：Saasenheim，法語發音：[sazənaim]）是法国下莱茵省的一个市镇，属于塞莱斯塔-埃尔什泰因区。 

## 地名
由于语源问题，该地名“Saasenheim”拼读方式不符合法语正字法，其标准发音为[sazənaim]，根据实际发音其应译作“萨瑟奈姆”，《世界地名译名词典》将其纯按法汉译音表误译作“萨斯内姆”。

## 地理
萨瑟奈姆（48°14'12"N, 7°37'8"E）面积7.8 平方千米，位于法国大東部大區下莱茵省，该省份为法国大陆部分最东部的省份，是阿尔萨斯的一部分，今与上莱茵省组成了阿尔萨斯欧洲集体，其南至上莱茵省，西南接孚日省和默尔特-摩泽尔省，西接摩泽尔省，北与德国接壤，东侧沿莱茵河与德国相望。
与萨瑟奈姆接壤的市镇（或旧市镇、城区）包括：里什托尔赛姆、舍诺、孙杜斯。
萨瑟奈姆的时区为UTC+01:00、UTC+02:00（夏令时）。

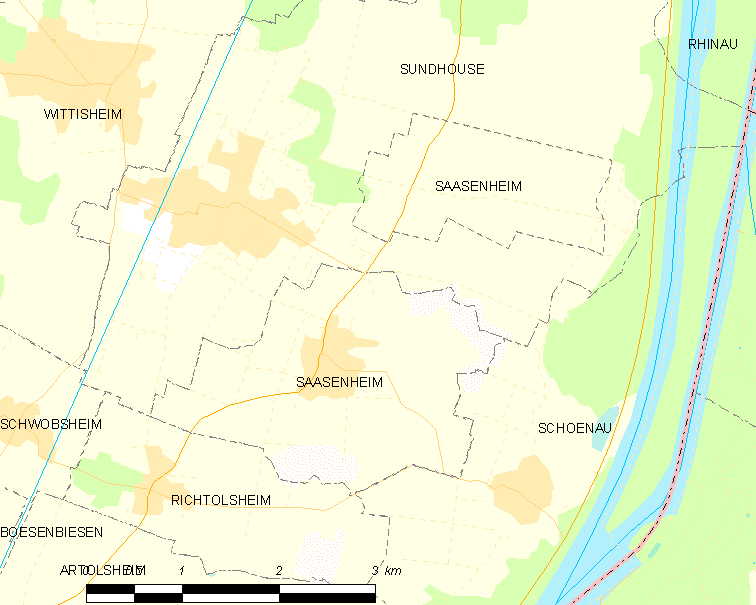
萨瑟奈姆的OSM定位图

## 行政
萨瑟奈姆的邮政编码为67390，INSEE市镇编码为67422。

## 政治
萨瑟奈姆所属的省级选区为塞莱斯塔县。

## 人口

1962-2008年间萨瑟奈姆人口变化图示

萨瑟奈姆于2022年1月1日时的人口数量为578人。